# موداشيرو لاوال
موداشيرو باباتوندي لاوال (بالإنجليزية: Mudashiru Lawal)، من مواليد 8 يونيو 1954 في أبيوكوتا في نيجيريا، وتوفي عام 1991، لاعب كرة قدم نيجيري سابق.
لعب مع نادي شوتنغ ستارز في أغلب فترات مسيرته الكروية.
و قد لعب مع منتخب نيجيريا لكرة القدم 86 مباراة وسجل 12 هدف، وهو أكثر لاعب يشارك مع منتخب نيجيريا لكرة القدم طوال تاريخهم.
و قد توفي في منزله في عام 1991، وقد سمي أستاد مدينة أبيوكوتا باسمه تخليدا لذكراه.

## روابط خارجية
- موداشيرو لاوال على موقع الاتحاد الدولي (مؤرشف)  (الإنجليزية)
- موداشيرو لاوال على موقع قاعدة بيانات كرة القدم.إي يو (الإنجليزية)
- موداشيرو لاوال على موقع ناشيونال فوتبول تيمز (الإنجليزية)
- موداشيرو لاوال على موقع أوليمبيديا (الإنجليزية)